# Alpaslan Eradlı
Alpaslan Eradlı (* 9. November 1948 in Istanbul) ist ein ehemaliger türkischer Fußballspieler. Durch seine langjährige Tätigkeit für Fenerbahçe Istanbul wird er sehr stark mit diesem Verein assoziiert. Auf Fan- und Vereinsseiten wird er als einer der bedeutendsten Spieler der Klubgeschichte aufgefasst. Nach dem Karriereende von der Fenerbahçe-Legende Cemil Turan im Sommer 1980 übernahm er die Kapitänsbinde und trug sie bis zum Ende seiner aktiven Spielerlaufbahn im Sommer 1983. Auch in der türkischen Nationalmannschaft war er mehrmals als Mannschaftskapitän tätig. Eradlıs angestammte Position war die des Liberos, wobei er bei Bedarf auch andere defensive Positionen ausgefüllt hat. Aufgrund seiner technisch eleganten, sehr ruhigen Spielweise und natürlich positionsbedingt wurde er zu Spielerzeiten mit Franz Beckenbauer, der damaligen Spielerlegende auf der Liberoposition, verglichen.

## Karriere

### Verein
Eradlı begann mit dem Fußballspielen auf der Straße und spielte erstmals als Amateurfußballer in der İstanbul Amatör Futbol Ligi bei Cerrahpaşa SK. 1968 wechselte er zum Erstligisten İstanbulspor und setzte sich schnell als Stammspieler durch. Hier spielte er bereits mit späteren Mannschaftskollegen wie Cemil Turan zusammen und schaffte es 1970 in die türkische Nationalmannschaft. Am Ende der Spielzeit 1971/72 verpasste sein Verein den Klassenerhalt in der Süper Lig und stieg in die TFF 1. Lig ab. Eradlı hielt dem Verein die Treue und spielte für İstanbulspor eine Spielzeit in der zweithöchsten türkischen Spielklasse.
Nachdem bei İstanbulspor der direkte Wiederaufstieg nicht erreicht wurde, wechselte Eradlı zum türkischen Traditionsverein Fenerbahçe Istanbul. Hier spielte er zehn Spielzeiten lang und wurde während dieser Zeit zu einer Spielerlegende. Verletzungsbedingt musste er in den Jahren 1977 und 1978 nahezu durchgängig pausieren.
Am Ende der Saison 1982/83 entschied Eradlı, nachdem Fenerbahçe nach fünfjähriger Durststrecke die türkische Fußballmeisterschaft samt Double gewinnen konnte, seine Karriere auf dem Höhepunkt zu beenden. So beendete er nach einem Abschiedsspiel seine aktive Spielerlaufbahn.

### Nationalmannschaft
Eradlı wurde das erste Mal im Rahmen der Qualifikation für die Europameisterschaft 1972 für die türkische Auswahl nominiert. Bei der Begegnung am 17. Oktober 1970 gegen die deutsche Nationalmannschaft gab er sein Länderspieldebüt. Nachfolgend zählte er bis zu seiner schweren Verletzung im Jahre 1977 zu den regelmäßigen Spielern der Nationalmannschaft. Kurz vor seinem Karriereende wurde er im Sommer 1983 ein letztes Mal für die Nationalmannschaft nominiert und gab beim EM84-Qualifikationsspiel gegen die albanische Nationalmannschaft seinen Abschied.
Insgesamt spielte er 26 mal für die Türkei und trug in den letzten Begegnungen auch die Kapitänsbinde. Zudem spielte er 1970 viermal für die türkische U-21-Auswahl.

## Erfolge

### Als Spieler
- Fenerbahçe Istanbul:
  - Türkischer Meister (4): 1973/74, 1974/75, 1977/78, 1982/83
  - Türkischer Pokalsieger (3): 1974, 1979, 1983
  - Türkischer Supercup (2): 1973, 1975
  - Başbakanlık Kupası (2): 1973, 1980
  - TSYD Kupası (7): 1973/74, 1975/76, 1976/77, 1978/79, 1979/80, 1980/81, 1982/83

## Auszeichnungen
- Vom Türkischen Sportjournalisten-Verein wurde Eradlı in die beste Elf der letzten 25 Jahre im türkischen Fußball gewählt.[5]